# Тетраплатинапентастронций
Тетраплатинапентастронций — бинарное неорганическое соединение
платины и стронция
с формулой Sr5Pt4,
кристаллы.

## Получение
- Сплавление стехиометрических количеств чистых веществ:

{\displaystyle {\mathsf {4Pt+5Sr\ {\xrightarrow {970^{o}C}}\ Sr_{5}Pt_{4}}}}

## Физические свойства
Тетраплатинапентастронций образует кристаллы
ромбической сингонии,
пространственная группа P nma,
параметры ячейки a = 0,7879 нм, b = 1,5606 нм, c = 0,8147 нм, Z = 4,
структура типа пентаплутонийтетрародия Pu5Rh4
.
Соединение образуется по перитектической реакции при температуре 970°С .